# Кац, Исаак Иосифович
Исаак Иосифович Кац (22 сентября 1922, Винница, Украинская ССР — 29 октября 2009, Иерусалим, Израиль) — советский и израильский пианист и музыкальный педагог.
В 1939 году окончил Центральную музыкальную школу в Москве по классу Аврелиана Григорьевича Руббаха и поступил в Московскую консерваторию сначала в класс А. Г. Руббаха, а затем перешёл в класс Александра Борисовича Гольденвейзера. В годы Великой Отечественной войны служил в народном ополчении, затем военным переводчиком. В 1946 году восстановился в консерватории и окончил её в 1949 году, а в 1955 году под руководством А. Б. Гольденвейзера закончил аспирантуру. Программа аспирантского концерта состояла из произведений А. К. Глазунова.
По окончании аспирантуры получил направление в Горьковскую консерваторию, где на протяжении многих лет был профессором и заведовал кафедрой специального фортепиано. Давал мастер-классы в различных странах. С 1974 по 1976 преподавал во Вьетнаме, в Ханойской консерватории, где первым заметил и оценил юного Данг Тхай Шона, дав импульс его дальнейшей карьере. С 1990 до 2009 (с перерывом на два года с 2001 по 2003, когда вернулся в теперь уже Нижегородскую консерваторию)— профессор Иерусалимской академии музыки, где преподавал Хаиму Тукачински, израильскому пианисту и композитору.
В 2007 году вышла книга «А помнишь, как…», где собраны автобиографические записки и методические статьи И. И. Каца, а также воспоминания учеников и друзей.